# Айс-качанг

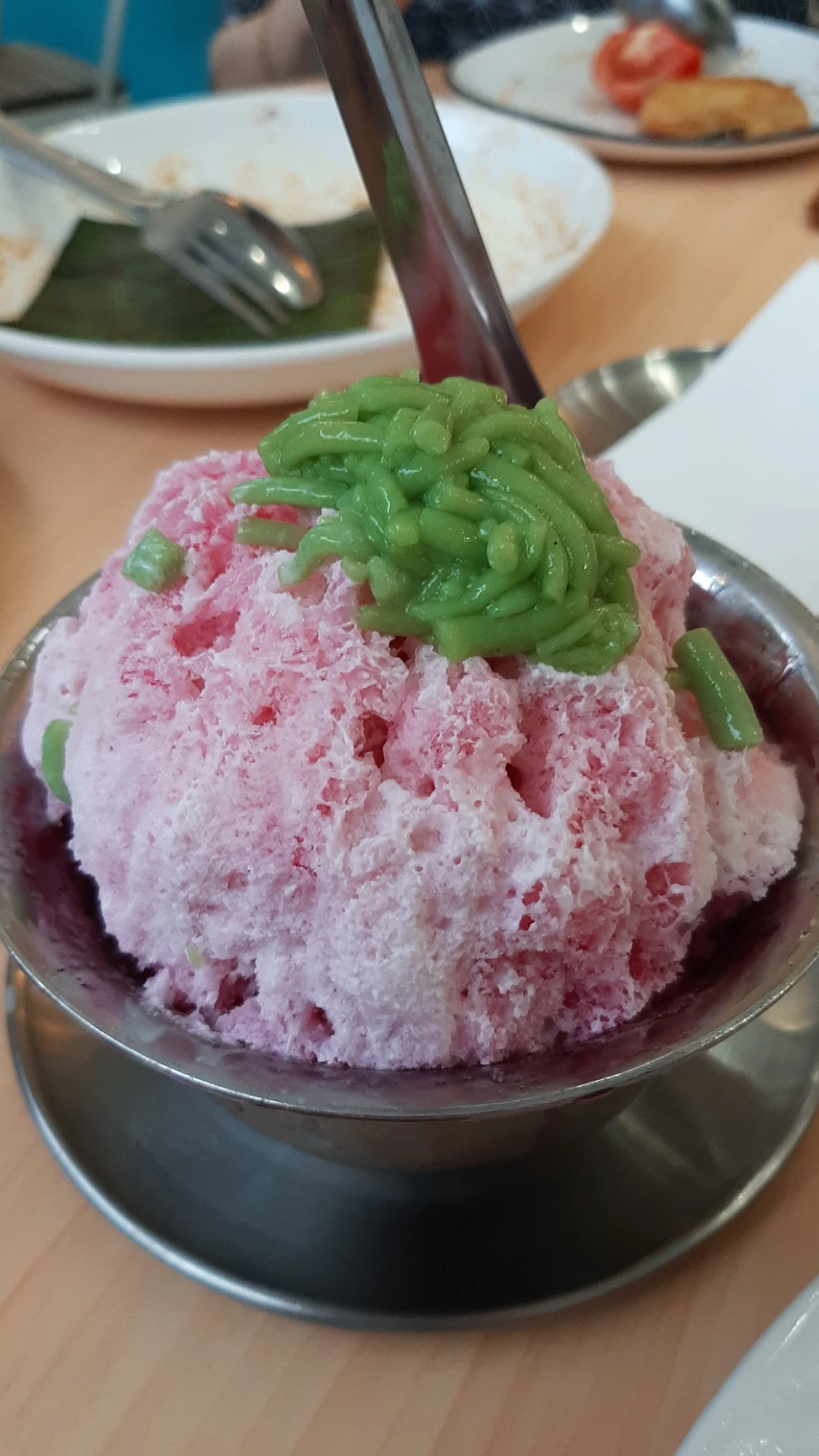
Малазийский айс-качанг с розовой водой и цендолом в миске

Айс-качанг (Ais kacang) — замороженный десерт, распространённый в Малайзии, Сингапуре (где его называют ice kachang) и Брунее.
Традиционно, шейвер используется для взбивания строганого льда, используемого в десерте. Многие кофейни Юго-Восточной Азии, лоточники и фудкорты продают этот десерт.

## История
Впервые стало известно, что ранние версии айс-качанга были приготовлены примерно до и после Первой мировой войны, когда увеличивались затраты на производство льда. Более ранний вариант сингапурского блюда описывался как зелёный, готовился из стружки льда в сочетании с сиропами, замоченными семенами и желе из морских водорослей и продавался в основном уличными торговцами. Блюдо претерпело множество различных изменений и вариантов на протяжении всей истории Сингапура, где в 1920-х годах одна из его версий была описана как стружка льда с розовой водой, лаймом или лакрицей. Версия блюда, известная как Качанг-мера (Kachang mera), также продавалась в течение 1930-х годов. К 1940-м годам начала выпускаться версия блюда, описываемая как «стружка льда, сваленная в маленькую гору» (англ. «haved ice heaped into a little mountain»), покрытая красной фасолью, «китайским виноградным фруктом» (англ. «Chinese grape-like fruit»), сиропом и сгущённым либо концентрированным молоком. Продажи некоторых ранних вариантов айс-качанга были прекращены.

## Приготовление
Первоначально айс-качанг изготавливался только из ледяной стружки и красной фасоли. В настоящее время десерт выпускается с различными фруктовыми коктейлями и заправками.
В Малайзии варианты айс-качанга содержат большую порцию нипы, красную фасоль, сладкую кукурузу, травяное желе, жареный арахис и кубики агар-агара в качестве основных ингредиентов. Другие менее распространённые ингредиенты — алоэ вера, цендол, ната-де-коко и мороженое. Гору льда сбрызгивают сгущённым, концентрированным или кокосовым молоком вместе с розовой водой и сарсапариллой. В некоторых киосках десерты продаются с новыми начинками, такими как дуриан и шоколадный сироп. Также существуют версии с сиропом из пальмового сахара вместо разноцветных сиропов.
В Сингапуре традиционный айс-качанг обычно готовится из ледяной стружки, красной фасоли, сливочной кукурузы, нипы, чендола, травяного желе, сиропами из гула мелака, сиропа красной розы, сиропа пандана, фруктов (таких как дуриан, манго) и начинок (таких как Milo, арахис и саго, среди прочих).